# Mittarfeqarfiit

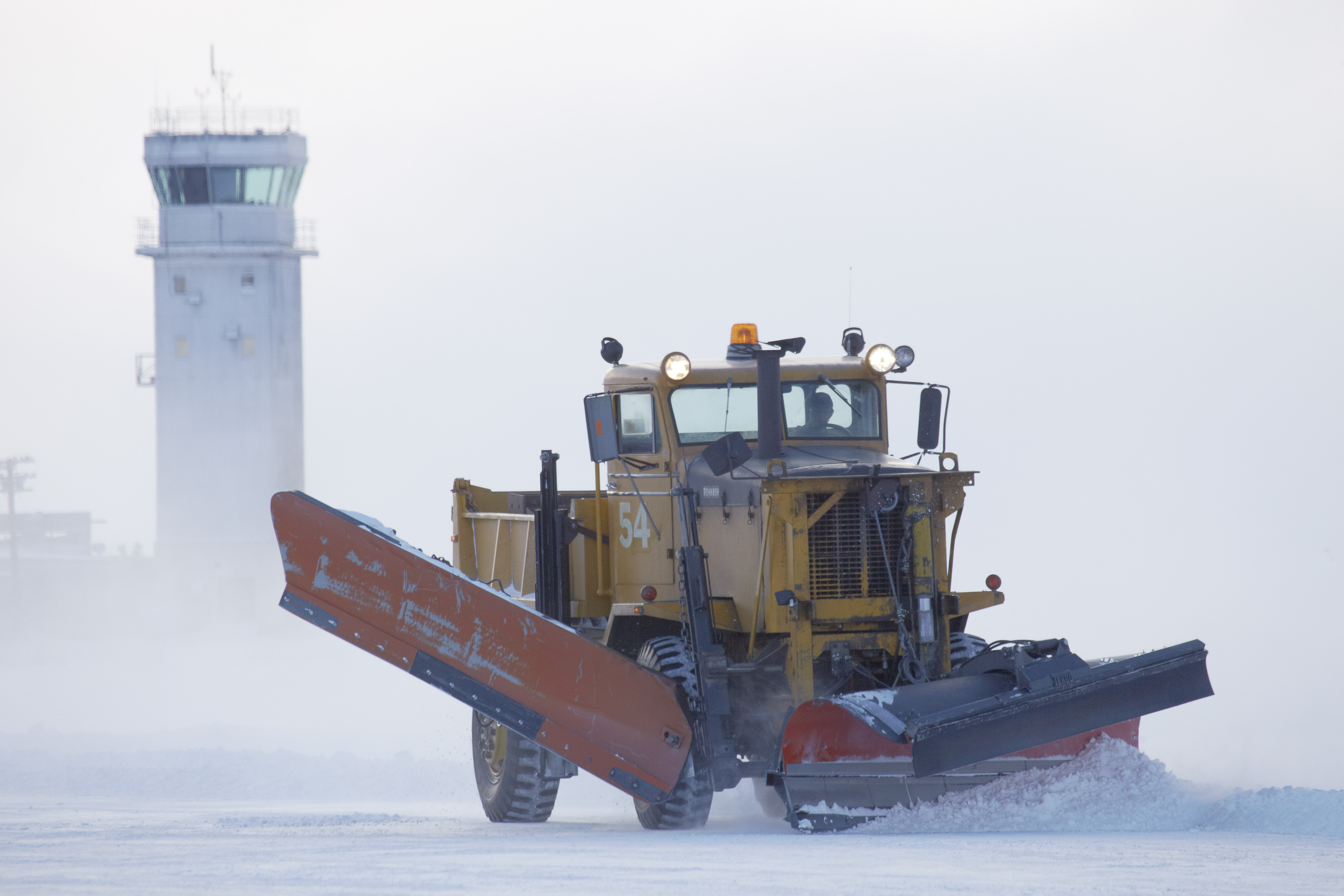
Mittarfeqarfiit (Grønlands Lufthavne) har sitt huvudkontor i Nuuk.

Mittarfeqarfiit (danska: Grønlands Lufthavne) är den nationella flygplatsoperatören på Grönland. Mittarfeqarfiit ägs av Grönlands regering och har ansvaret för 13 flygplatser på Grönland, 6 helikopterflygplatser samt 40 helistop. Utöver det, äger Mittarfeqarfiit två hotell på flygplatserna, Hotell Kangerlussuaq och Hotell Narsarsuaq, som drivs kommersiellt.

## Internationella flygplatser på Grönland

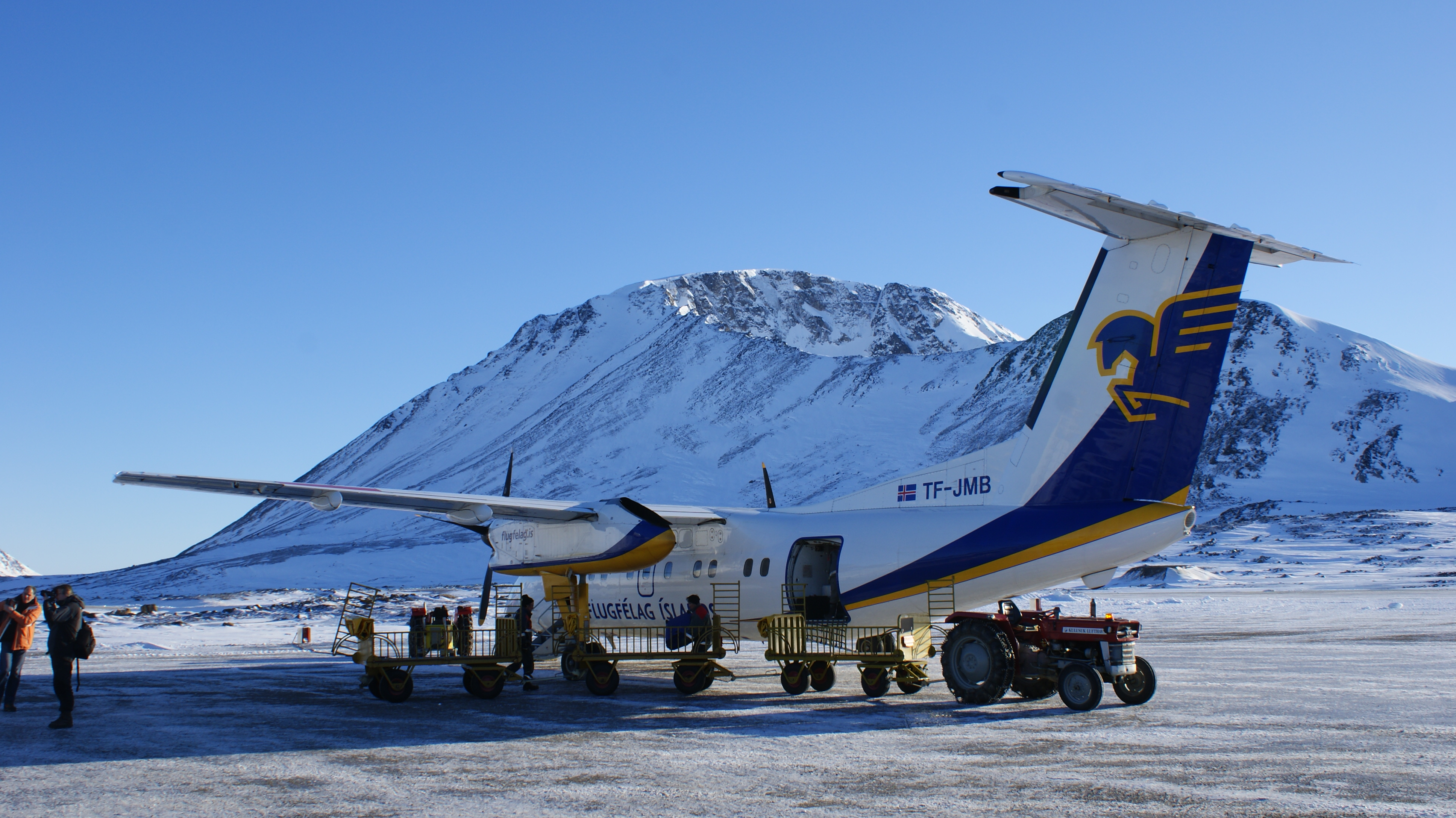
Air Iceland är det enda utländska flygbolag som opererar till och från grönländska flygplatser.

| Flygplats               | Kommun     | Internationell förbindelse              | Flygbolag                  |
| ----------------------- | ---------- | --------------------------------------- | -------------------------- |
| Ilulissat Airport       | Qaasuitsup | Reykjavik (inrikes)                     | Air Iceland                |
| Kangerlussuaq flygplats | Qeqqata    | Köpenhamn                               | Air Greenland              |
| Kulusuk flygplats       | Sermersooq | Reykjavik (inrikes)                     | Air Iceland                |
| Narsarsuaq flygplats    | Kujalleq   | Reykjavik (inrikes)                     | Air Iceland                |
| Konstabel Pynt          | Sermersooq | Reykjavik (inrikes)                     | Air Iceland                |
| Nuuk flygplats          | Sermersooq | Reykjavik (inrikes), Reykjavik-Keflavík | Air Greenland, Air Iceland |

## Driften av verksamheten
Mittarfeqarfiit är en verksamhet under avdelningen för Hälsa och Infrastruktur i Grönlands Självstyre. Verksamheten har kontrakt med Grönlands Självstyre om hur mycket som ska betalas till Självstyret baserat på hur stor vinst verksamheten genererar. Kontraktet specificerar 19 strategiska mål för verksamheten. Grönlands Självstyre ställer ekonomisk garanti för driften av Grönlands flygplatser och verksamheten fick för första gången efter flera år ett överskott år 2008. Överskottet var på 10,6 miljoner danska kronor. Mittarfeqarfiit har sitt huvudkontor i Nuuk och från och med den 1 juni 2012 är Jens Lauridsen verkställande direktör. Han har tidigare arbetat som administrativ direktör för Samson Agro i Viborg, Danmark. Han har utöver det arbetat internationellt för Danfoss i Mexiko, Slovakien och Italien. Jens Laudridsen tog över efter den tidigare direktören, Niels Kreutzmann, som gick bort i januari 2012. Verksamheten har idag cirka 450 medarbetare över hela Grönland. Mittarfeqarfiit bedriver utbildningsverksamheter genom Skolen for interne uddanelser och utbildar AFIS-operatörer, HIS-operatörer, flygledare och trafikassistenter. Verksamheten har också utbildningar inom brand- och räddningstjänst, security, sjöräddning och ledning.
Utöver flygplatsdriften som inkluderar passagerar- och bagagehantering, säkerhets och AFIS, har Mittarfeqarfiit ansvar för en rad andra funktioner runt omkring flygplatserna. De har bland annat hand om energiförsörjning, verkstäder och butiker såsom tullfria butiker. Mittarfeqarfiit är under bemyndigande av Trafikstyrelsen i Danmark, som är den myndighet som har hand om civil luftfart i Danmark, Grönland och Färöarna.

## Mittarfeqarfiits historia
Mittarfeqarfiit grundades 1 januari 1988 under namnet Grønlands Lufthavnsvæsen som den verkställande organisationen för Grönlands statliga flygplatser. Tidigare stod flygplatserna på Grönland under Kongelig Grønlandske Handel, KGH (nu KNI) och Grønlands Tekniske Organisation, GTO (nu Nukissiorfiit). Mittarfeqarfiits logga blev samtidigt införd tack vare den dåvarande ledamoten för Handel och Trafik, Josef Tuusi Motzfeldt.
Under 1980-talet kom GTO och KGH att flyttas från de danska myndigheterna till Hjemmestyret (motsvarande landsting). Från 1 januari 1986 hade Hjemmestyret övertagit ansvaret för de uppdrag som gjorde det möjligt för Grönland att själva sköta intern transport.
Vid Hjemmestyrets etablering år 1979 var administrationen och dess tillhörigheter för de grönländska flygplatserna och helikopterflygplatserna fördelade inom en rad departement, myndigheter och institutioner - Forsvarsministeriet, gruvföretaget Greenex A/S, Grønlandsfly A/S (nu Air Greenland), GTO och KGH, US Air force samt Statens luftfartsvæsen. Idag är det endast Grønlands Lufthavne som driver flygplatserna på Grönland.

## Grønlands Lufthavne
Vid en omorganisering blev Grønlands Lufthavnes 13 flygplatser uppdelade i fem administrativa enheter där atlantflygplatserna utgör var sin enhet. De resterande enheterna är de mellanstora flygplatserna, de små flygplatserna och de flygplatser med gruslandningsbanor.

### Atlantflygplatser
- Kangerlussuaq flygplats
- Narsarsuaq

### Mellanstora flygplatser
- Sisimiut
- Nuuk flygplats
- Ilulissat

### Små flygplatser
- Maniitsoq
- Paamiut
- Upernavik
- Aasiaat

### Flygplatser med gruslandningsbanor
- Qaarsut
- Nerlerit Inaat
- Qaanaaq
- Kulusuk

### Helikopterflygplats
- Nanortalik
- Qaqortoq
- Narsaq
- Qasigiannguit
- Qeqertarsuaq
- Alluitsup Paa

### Helistop
- Uummannaq
- Ittoqqortoormiit
- Tasiilaq
- Isortoq
- Tiniteqilaaq
- Kuummiut
- Sermiligaaq
- Eqalugaarsuit
- Qassimiut
- Aappilattoq
- Narsaq Kujalleq
- Tasiusaq
- Ammassivik
- Upernavik Kujalleq
- Kangersuatsiaq
- Aappilattoq
- Innaarsuit
- Tasiusaq
- Nuussuaq
- Kullorsuaq
- Illorsuit
- Nuugaatsiaq
- Ikerasak
- Saattut
- Ukkusissat
- Niaqornat
- Kangaatsiaq
- Ikerasaarsuk
- Attu
- Niaqornaarsuk
- Iginniarfik
- Kitsissuarsuit
- Akunnaaq
- Ikamiut
- Saqqaq
- Qeqertaq
- Ilimanaq
- Savissivik
- Moriusaq
- Siorapaluk